# Litoria dayi
Litoria dayi är en groddjursart som först beskrevs av Günther 1897.  Litoria dayi ingår i släktet Litoria och familjen lövgrodor. IUCN kategoriserar arten globalt som starkt hotad. Inga underarter finns listade i Catalogue of Life.